# St. Georg (Westereiden)

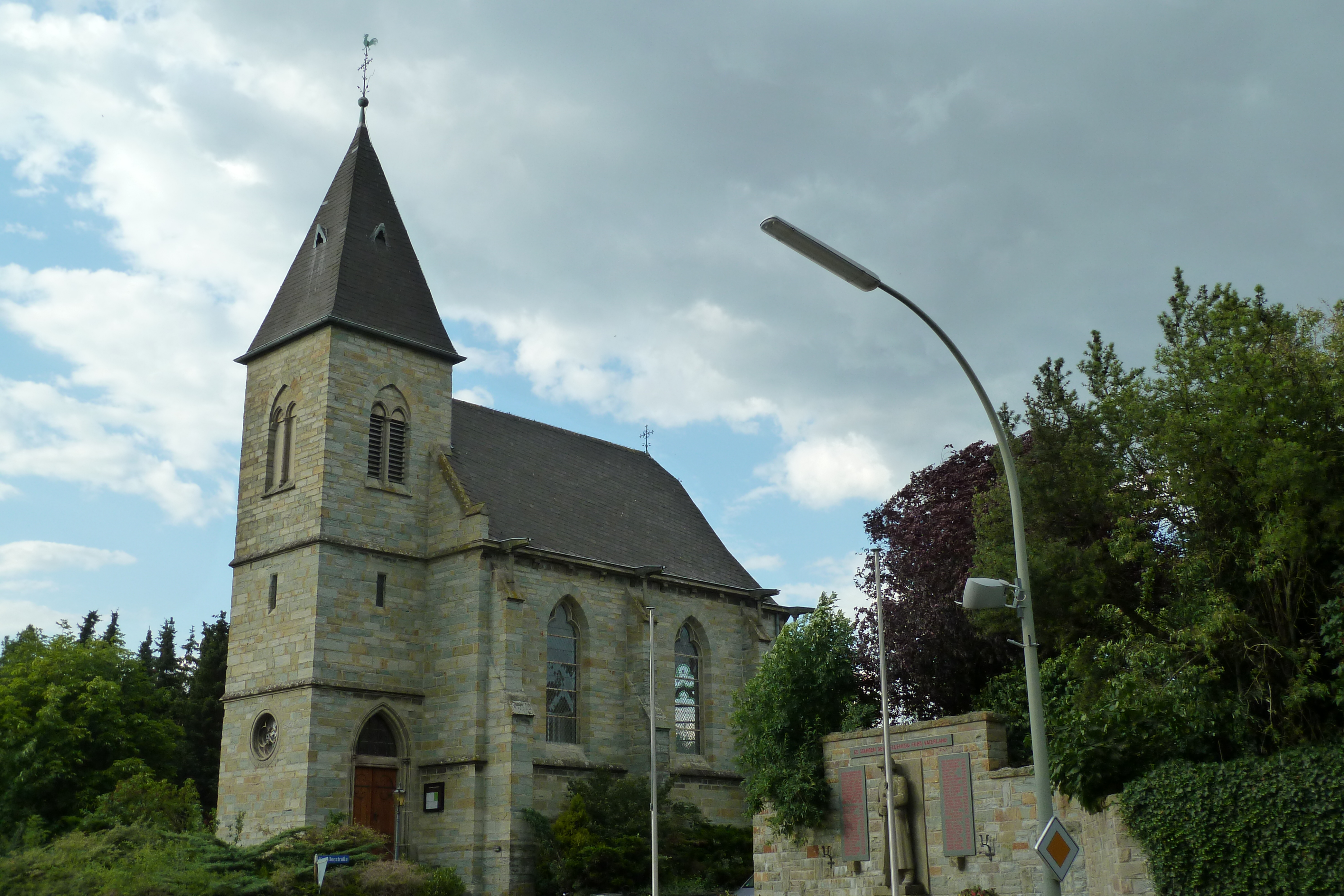
Kapelle St. Georg

Die römisch-katholische Kapelle St. Georg ist ein denkmalgeschütztes Kirchengebäude in Westereiden, einem Stadtteil von Rüthen im Kreis Soest  (Nordrhein-Westfalen).

## Geschichte und Architektur
Nach Aufzeichnungen des Klosters Oelinghausen stand schon weit vor 1597 in Westereiden eine Kapelle, deren Schutzpatron der Hl. Georg war. Das Gebäude stand auf Ruiters Hof (Hues Rüther). Der Grundstein der jetzigen Kapelle wurde 1882 gelegt, eingeweiht wurde sie 1885. Das Gebäude wurde 2006 umfangreich renoviert. Der Innenraum ist hell gehalten. Bemerkenswert sind verschiedene Heiligenfiguren so die des Hl. Georg, der Hl. Familie und eine Pietà. An den Seitenwänden hängt ein farbig gestalteter Kreuzweg. Neben der Kapelle wurde 1938 ein Ehrenmal für die Gefallenen des Ersten Weltkrieges errichtet.

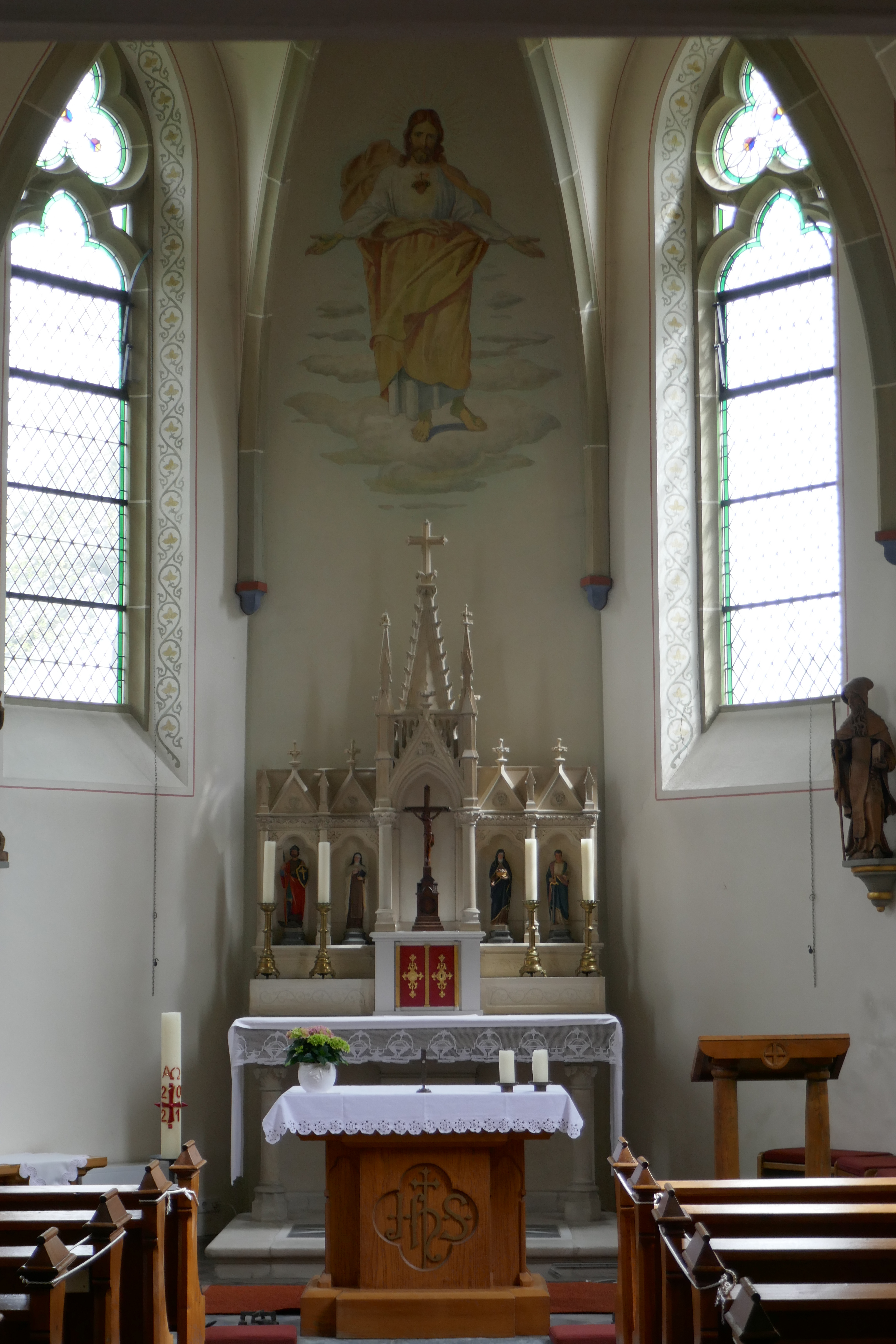
Hochaltar
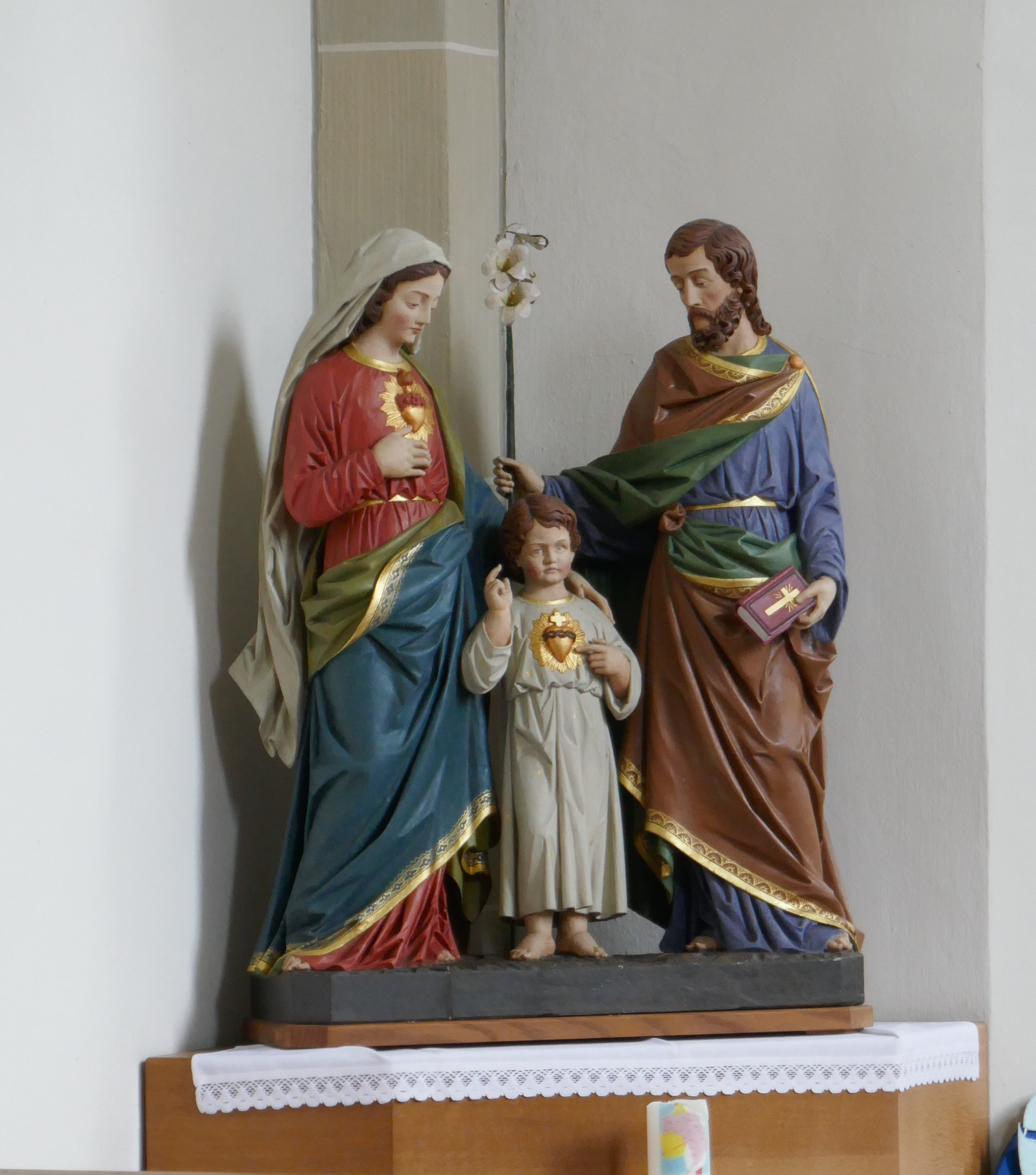
Statue der Hl. Familie
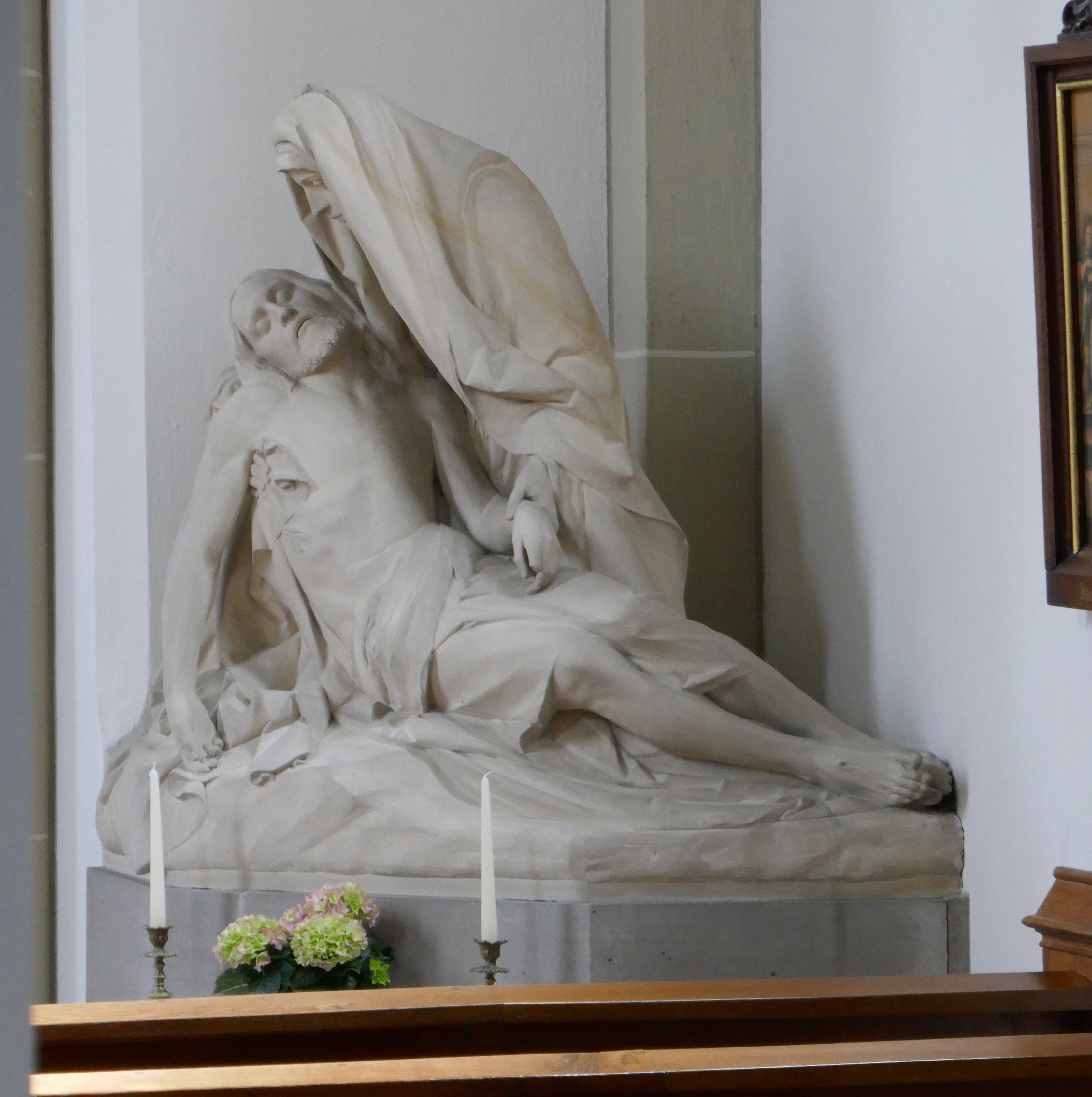
Pietà